# 2/2
『2/2』（にぶんのに）は、2005年公開の映画。歌手の中島みゆきが自身の実験劇場「夜会」において1995年と1997年に上演し、小説化したものを原作とする。日本とベトナムの二カ国でロケが行なわれた。中京テレビ35周年の記念作品として制作された。

## あらすじ（原作との相違）
無意識のうちに、自分が幸せになることを妨げるような行動をとってしまうことに悩む莉花が、気分直しのために出かけたベトナムでトラブルに遭遇したのをきっかけに、自分の過去を知ってゆく…という、あらすじはほぼ同じながら、莉花の生い立ちが物語のカギとなる夜会版や原作と異なり、莉花と圭の関係が物語のカギとなっており、違いが目立つ内容となっている。
圭の存在は、夜会の初演では終盤で意味を持つ程度、再演では出演シーンは増えたものの、ほぼ同様の扱い。原作では中盤以降で謎を解き明かすという役割が加わるものの、物語のカギである莉花の生い立ちについては関わりを持たない。また、富岡彩子も映画オリジナルの主要キャラクターである。
さらに、莉花が無意識のうちに行う傷害行為などのシーンは夜会版や原作をベースにしているものもあるが、映画ではホラー映画のようなシーンや無関係の他人へ傷害行為を暗示するシーンなどが加えられていることもあり、全体的に夜会版や原作とは印象が異なる作品となっている。

## 制作
- 原作: 中島みゆき（幻冬舎刊「2/2」より）
- 企画: 田村伸夫、北側司
- プロデューサー: 伊豫田祐司、鹿糠雅博、小林壽夫
- 脚本: 藤平久子、伊藤秀裕
- 監督: 伊藤秀裕
- 撮影: 藤澤順一
- 照明: 金沢正男
- 美術: 山﨑輝、大庭勇人
- 協力: エクセレントフィルム
- 製作: 「2/2」製作委員会、中京テレビ放送株式会社、株式会社GP・GATE

## キャスト
- 上田莉花: 瀬戸朝香
- 矢沢圭: 渡部篤郎
- 富岡彩子: 高島礼子

## 主題歌
- 「竹の歌」中島みゆき
- 「NEVER CRY OVER SPILT MILK」中島みゆき

これらの曲は、いずれも「夜会」での原版で使用されたもので、アルバム「日-WINGS」に収録されている。